# Damalis formosana
Damalis formosana är en tvåvingeart som först beskrevs av Frey 1934.  Damalis formosana ingår i släktet Damalis och familjen rovflugor.
Artens utbredningsområde är Taiwan. Inga underarter finns listade i Catalogue of Life.